# Villa del Prado
Villa del Prado és un municipi d'Espanya pertanyent a la Comunitat de Madrid. Limita al nord amb San Martín de Valdeiglesias, a l'est amb Aldea del Fresno i al sud amb la província de Toledo. El 1833 es va independitzar com a municipi.

## Personatges il·lustres
- Adolfo Lucas Reguilón García (1911-1994), guerriller republicà, maquis.